# Cegasa
Cegasa (Celaya, Emparanza y Galdós S. A.) es una empresa española fundada en 1934 en Oñate, Guipúzcoa. Desde su origen ha sido siempre una empresa relacionada con el diseño y la fabricación de productos y soluciones para el almacenamiento de energía basado en tecnologías electroquímicas. 

## Historia
Su actividad principal es el diseño y la fabricación de pilas y baterías para uso industrial. Cegasa ha sido pionero en el diseño de pilas industriales de alta densidad energética y larga duración basadas en tecnología Zinc-Aire. En la década de los 80' Cegasa introdujo en el mercado la tecnología Zinc-Air Alkaline, una innovación desarrollada por Cegasa que permitió multiplicar por ocho la duración de la pila (comparadas en las mismas condiciones de utilización). Hoy en día Cegasa es el referente mundial en fabricación de pila de tecnología Zinc-aire Alkaline para usos industriales. 
En el año 2000, Cegasa comenzó la investigación en tecnologías de Litio-Ion. Fue pionero en Europa en la investigación de esta tecnología. Durante este tiempo Cegasa ha realizado fuertes inversiones en investigación y desarrollo para la aplicación de baterías de Litio-Ion a diferentes usos de tipología industrial, comercial y residencial. Cegasa dispone de avanzados laboratorios para el diseño y ensayo de baterías de Lito-Ion. Cegasa presenta al mercado una amplia gama de soluciones aplicable a sistemas de energías renovables, tracción, semitracción, y de uso general. Cegasa diseña productos personalizados para fabricantes (OEM) de todo tipo de equipos que incorporan baterías de Litio-Ion. 
Como fabricante en estos años ha demostrado una gran capacidad para desarrollar innovadores sistemas de producción que le han colocado en la vanguardia del desarrollo tecnológico en la fabricación de pilas y baterías. 